# بابی فیلیپس
بابی فیلیپس (انگلیسی: Bobbie Phillips؛ زادهٔ ۲۹ ژانویهٔ ۱۹۷۲) یک هنرپیشه اهل ایالات متحده آمریکا است. وی از سال ۱۹۹۱ میلادی تاکنون مشغول فعالیت بوده‌است.